# 白腹海参
白腹海参（学名：Holothuria albiventer）为海参科海参属的动物。分布于东非、红海、马达加斯加、马尔代夫群岛、菲律宾、印度尼西亚、南太平洋诸岛、澳大利亚以及中国大陆的海南等地，多生活于活珊瑚底下或缝隙内。该物种的模式产地在菲律宾群岛。